# Philibert Flore Carel
Pour les articles homonymes, voir Carel.
 (mars 2019).
Si vous disposez d'ouvrages ou d'articles de référence ou si vous connaissez des sites web de qualité traitant du thème abordé ici, merci de compléter l'article en donnant les références utiles à sa vérifiabilité et en les liant à la section « Notes et références ».
Philibert-Flore Carel, né le 7 mai 1789 à Troyes et mort le 10 décembre 1859 à Corbeil, est un général français.

## Biographie
Il entra au service comme fourrier dans le 27e d'infanterie légère, le 1er juin 1807, et fut successivement nommé sergent-major et sous-lieutenant pendant les campagnes de Prusse et d'Autriche.
Capitaine adjudant-major au début de la campagne de Russie, il fut grièvement blessé à la bataille de Walkowiski (Volhquie) et peu après nommé aide de camp du général en chef comte Grenier.
Le 12 février 1813, envoyé près du général saxon Gablentz qui, à l’affaire de Kalische, en Pologne, avait été coupé et contraint de se retirer à Cracovie, il réussit, et, après 17 jours de marche, il revint à Bautzen rendre compte de sa mission au général en chef, après avoir éprouvé les plus grands dangers.
Le 7 octobre 1813, à Stasnitz, près Tarvis (Illyrie), il reçut l'ordre de placer un poste de 80 hommes sur la route de Feitritz. À peine entré dans le défilé des montagnes, il fut attaqué par trois compagnies autrichiennes formant l'avant-garde de huit bataillons. Il prit position et se battit pendant une heure en conservant sa position et donna le temps au renfort d'arriver. Cette action lui valut la croix et le grade de chef de bataillon.
En 1818, Carel était dans la légion des Deux-Sèvres avec le grade de chef de bataillon ; il passa dans celle du Bas-Rhin, et fut mis en disponibilité en 1820.
Après les journées de juillet 1830, il rentra dans le 41e de ligne en qualité de lieutenant-colonel. Il passa quelques mois plus tard dans le 55e et fit la campagne d'Afrique.
Le 8 septembre 1832, Carel commanda une colonne détachée contre Ibrahim Bey, qui se présentait devant Bône avec 1 000 hommes. Après trois heures de combat, Ibrahim se retira en laissant sur le champ de bataille un grand nombre de tués et de blessés. Carel fut, à cette occasion, promu au grade de colonel du 52e de ligne. Il était déjà officier de la Légion d'honneur.
Le 22 avril 1846, il fut nommé général de brigade. Le 13 août 1857, il est nommé commandeur de la légion d'honneur.